# Sergei Iwanowitsch Beljawski
Sergei Iwanowitsch Beljawski (russisch Сергей Иванович Белявский; * 25. Novemberjul. / 7. Dezember 1883greg. in Sankt Petersburg, Russisches Kaiserreich; † 13. Oktober 1953 in Leningrad, Russische SFSR) war ein russischer Astronom. Andere Schreibweisen des Nachnamens sind u. a. Belyavsky, Beljawskij oder Belyavskii.
Geboren wurde Beljawski in Sankt Petersburg, wo er 1953 auch starb. Er war Mitglied der Akademie der Wissenschaften der Sowjetunion und arbeitete auf den Feldern der Astrometrie und der Fotometrie und widmete sich dem Studium Veränderlicher Sterne.
Beljawski arbeitete am Krim-Observatorium, wo er während seiner Karriere 36 Asteroiden sowie den hellen Kometen C/1911 S3 entdeckte. Seit 1939 war er korrespondierendes Mitglied der Akademie der Wissenschaften der UdSSR.
Der von ihm selbst entdeckte Asteroid (1074) Beljawskya ist nach ihm benannt.